# Grand Prix Singapuru 2017
Grand Prix Singapuru 2017 (oficjalnie 2017 Formula 1 Singapore Airlines Singapore Grand Prix) – czternasta eliminacja Mistrzostw Świata Formuły 1 w sezonie 2017. Grand Prix odbyło się w dniach 15–17 września na torze Marina Bay Street Circuit w Singapurze.

## Lista startowa
Źródło: Wyprzedź Mnie!
| Nr | Kierowca           | Zespół                           | Samochód                      | Silnik                | Opony |
| -- | ------------------ | -------------------------------- | ----------------------------- | --------------------- | ----- |
| 2  | Stoffel Vandoorne  | McLaren Honda Formula 1 Team     | McLaren MCL32                 | Honda RA617H 1.6T V6  | P     |
| 3  | Daniel Ricciardo   | Red Bull Racing                  | Red Bull RB13                 | TAG Heuer 1.6T V6     | P     |
| 5  | Sebastian Vettel   | Scuderia Ferrari                 | Ferrari SF70H                 | Ferrari 059/5 1.6T V6 | P     |
| 7  | Kimi Räikkönen     | Scuderia Ferrari                 | Ferrari SF70H                 | Ferrari 062 1.6T V6   | P     |
| 8  | Romain Grosjean    | Haas F1 Team                     | Haas VF-17                    | Ferrari 062 1.6T V6   | P     |
| 9  | Marcus Ericsson    | Sauber F1 Team                   | Sauber C36                    | Ferrari 059/5 1.6T V6 | P     |
| 11 | Sergio Pérez       | Sahara Force India F1 Team       | Force India VJM10             | Mercedes 1.6T V6      | P     |
| 14 | Fernando Alonso    | McLaren Honda Formula 1 Team     | McLaren MCL32                 | Honda RA617H 1.6T V6  | P     |
| 18 | Lance Stroll       | Williams Martini Racing          | Williams FW40                 | Mercedes 1.6T V6      | P     |
| 19 | Felipe Massa       | Williams Martini Racing          | Williams FW40                 | Mercedes 1.6T V6      | P     |
| 20 | Kevin Magnussen    | Haas F1 Team                     | Haas VF-17                    | Ferrari 059/5 1.6T V6 | P     |
| 26 | Daniił Kwiat       | Scuderia Toro Rosso              | Toro Rosso STR12              | Renault 1.6T V6       | P     |
| 27 | Nico Hülkenberg    | Renault Sport Formula One Team   | Renault R.S.17                | Renault 1.6T V6       | P     |
| 30 | Jolyon Palmer      | Renault Sport Formula One Team   | Renault R.S.17                | Renault 1.6T V6       | P     |
| 31 | Esteban Ocon       | Sahara Force India F1 Team       | Force India VJM10             | Mercedes 1.6T V6      | P     |
| 33 | Max Verstappen     | Red Bull Racing                  | Red Bull RB13                 | TAG Heuer 1.6T V6     | P     |
| 38 | Sean Gelael        | Scuderia Toro Rosso              | Toro Rosso STR12              | Renault 1.6T V6       | P     |
| 44 | Lewis Hamilton     | Mercedes AMG Petronas Motorsport | Mercedes AMG F1 W08 EQ Power+ | Mercedes 1.6T V6      | P     |
| 50 | Antonio Giovinazzi | Haas F1 Team                     | Haas VF-17                    | Ferrari 059/5 1.6T V6 | P     |
| 55 | Carlos Sainz Jr.   | Scuderia Toro Rosso              | Toro Rosso STR12              | Renault 1.6T V6       | P     |
| 77 | Valtteri Bottas    | Mercedes AMG Petronas Motorsport | Mercedes AMG F1 W08 EQ Power+ | Mercedes 1.6T V6      | P     |
| 94 | Pascal Wehrlein    | Sauber F1 Team                   | Sauber C36                    | Ferrari 059/5 1.6T V6 | P     |
| Nr | Kierowca           | Zespół                           | Samochód                      | Silnik                | Opony |

## Wyniki

### Sesje treningowe
Źródło: Wyprzedź Mnie
| Sesja | Nr | Kierowca         | Konstruktor | Czas     | Okr. |
| ----- | -- | ---------------- | ----------- | -------- | ---- |
| 1     | 3  | Daniel Ricciardo | Red Bull    | 1:42,489 | 21   |
| 2     | 3  | Daniel Ricciardo | Red Bull    | 1:40,852 | 33   |
| 3     | 33 | Max Verstappen   | Red Bull    | 1:41,829 | 12   |

### Kwalifikacje
Źródło: Wyprzedź Mnie
| Poz. | Nr | Kierowca          | Konstruktor | Q1       | Q2       | Q3       | Poz. s. |
| --- | --- | ----------------- | ----------- | -------- | -------- | -------- | ------- |
| 1 | 5 | Sebastian Vettel  | Ferrari     | 1:43,336 | 1:40,529 | 1:39,491 | 1       |
| 2 | 33 | Max Verstappen    | Red Bull    | 1:42,010 | 1:40,332 | 1:39,814 | 2       |
| 3 | 3 | Daniel Ricciardo  | Red Bull    | 1:42,063 | 1:40,385 | 1:39,840 | 3       |
| 4 | 7 | Kimi Räikkönen    | Ferrari     | 1:43,328 | 1:40,525 | 1:40,069 | 4       |
| 5 | 44 | Lewis Hamilton    | Mercedes    | 1:42,455 | 1:40,577 | 1:40,126 | 5       |
| 6 | 77 | Valtteri Bottas   | Mercedes    | 1:43,137 | 1:41,409 | 1:40,810 | 6       |
| 7 | 27 | Nico Hülkenberg   | Renault     | 1:42,586 | 1:41,277 | 1:41,013 | 7       |
| 8 | 14 | Fernando Alonso   | McLaren     | 1:42,086 | 1:41,442 | 1:41,179 | 8       |
| 9 | 2 | Stoffel Vandoorne | McLaren     | 1:42,222 | 1:41,227 | 1:41,398 | 9       |
| 10 | 55 | Carlos Sainz Jr.  | Toro Rosso  | 1:42,176 | 1:41,826 | 1:42,056 | 10      |
| 11 | 30 | Jolyon Palmer     | Renault     | 1:42,472 | 1:42,107 |          | 11      |
| 12 | 11 | Sergio Pérez      | Force India | 1:43,594 | 1:42,246 |          | 12      |
| 13 | 26 | Daniił Kwiat      | Toro Rosso  | 1:42,544 | 1:42,338 |          | 13      |
| 14 | 31 | Esteban Ocon      | Force India | 1:43,626 | 1:42,760 |          | 14      |
| 15 | 8 | Romain Grosjean   | Haas        | 1:43,627 | 1:43,883 |          | 15      |
| 16 | 20 | Kevin Magnussen   | Haas        | 1:43,756 |          |          | 16      |
| 17 | 19 | Felipe Massa      | Williams    | 1:44,014 |          |          | 17      |
| 18 | 18 | Lance Stroll      | Williams    | 1:44,728 |          |          | 18      |
| 19 | 94 | Pascal Wehrlein   | Sauber      | 1:45,059 |          |          | 19      |
| 20 | 9 | Marcus Ericsson   | Sauber      | 1:45,570 |          |          | 20      |
| Poz. | Nr | Kierowca          | Konstruktor | Q1       | Q2       | Q3       | Poz. s. |
| \| Legenda \| Legenda \| \| ------------------------ \| ---------------------------------------------------------------------------------------------------------------------------------------------------------------------------------------------------------------------------------------------------------------- \| \| Poz. Nr Q1 Q2 Q3 Poz. s. \| Pozycja zajęta w sesji kwalifikacyjnej Numer startowy kierowcy Wynik uzyskany w pierwszej części kwalifikacji Wynik uzyskany w drugiej części kwalifikacji Wynik uzyskany w trzeciej części kwalifikacji Pozycja startowa po uwzględnięniu kar, przesunięć, itp. \| | |                   |             |          |          |          |         |
| Legenda | |                   |             |          |          |          |         |
| Poz. Nr Q1 Q2 Q3 Poz. s. | Pozycja zajęta w sesji kwalifikacyjnej Numer startowy kierowcy Wynik uzyskany w pierwszej części kwalifikacji Wynik uzyskany w drugiej części kwalifikacji Wynik uzyskany w trzeciej części kwalifikacji Pozycja startowa po uwzględnięniu kar, przesunięć, itp. |                   |             |          |          |          |         |

Uwagi
1. ↑  Marcus Ericsson został ukarany cofnięciem o 5 pozycji za nieprzewidzianą zmianę skrzyni biegów.

### Wyścig
Źródło: Wyprzedź Mnie!
Wyścig został skrócony do 58 okrążeń przez przekroczenie limitu czasu.
| P                 | + / – | Nr | Kierowca          | Konstruktor | Okr. | Czas / Strata | Komentarz                      |
| ----------------- | ----- | -- | ----------------- | ----------- | ---- | ------------- | ------------------------------ |
| 1                 | 4     | 44 | Lewis Hamilton    | Mercedes    | 58   | 2h03m23,543   |                                |
| 2                 | 1     | 3  | Daniel Ricciardo  | Red Bull    | 58   | +0:04,507     |                                |
| 3                 | 3     | 77 | Valtteri Bottas   | Mercedes    | 58   | +0:08,800     |                                |
| 4                 | 6     | 55 | Carlos Sainz Jr.  | Toro Rosso  | 58   | +0:22,822     |                                |
| 5                 | 7     | 11 | Sergio Pérez      | Force India | 58   | +0:25,359     |                                |
| 6                 | 5     | 30 | Jolyon Palmer     | Renault     | 58   | +0:27,259     |                                |
| 7                 | 2     | 2  | Stoffel Vandoorne | McLaren     | 58   | +0:30,388     |                                |
| 8                 | 10    | 18 | Lance Stroll      | Williams    | 58   | +0:41,696     |                                |
| 9                 | 6     | 8  | Romain Grosjean   | Haas        | 58   | +0:43,282     |                                |
| 10                | 4     | 31 | Esteban Ocon      | Force India | 58   | +0:44,795     |                                |
| 11                | 6     | 19 | Felipe Massa      | Williams    | 58   | +0:46,536     |                                |
| 12                | 7     | 94 | Pascal Wehrlein   | Sauber      | 56   | +2 okr.       |                                |
| Niesklasyfikowani |       |    |                   |             |      |               |                                |
|                   |       | 20 | Kevin Magnussen   | Haas        | 50   | +8 okr.       | generator energii kinetycznej  |
|                   |       | 27 | Nico Hülkenberg   | Renault     | 48   | +10 okr.      | jednostka napędowa             |
|                   |       | 9  | Marcus Ericsson   | Sauber      | 35   | +23 okr.      | wypadek                        |
|                   |       | 26 | Daniił Kwiat      | Toro Rosso  | 10   | +48 okr.      | wypadek                        |
|                   |       | 14 | Fernando Alonso   | McLaren     | 8    | +50 okr.      | uszkodzenia po kolizji         |
|                   |       | 5  | Sebastian Vettel  | Ferrari     | 0    | +58 okr.      | wypadek                        |
|                   |       | 33 | Max Verstappen    | Red Bull    | 0    | +58 okr.      | kolizja z Räikkönenem i Alonso |
|                   |       | 7  | Kimi Räikkönen    | Ferrari     | 0    | +58 okr.      | kolizja z Verstappenem         |
| P                 | + / – | Nr | Kierowca          | Konstruktor | Okr. | Czas / Strata | Komentarz                      |

### Najszybsze okrążenie
Źródło: Wyprzedź Mnie!
| Nr | Kierowca       | Konstruktor | Czas     | Okr. |
| -- | -------------- | ----------- | -------- | ---- |
| 44 | Lewis Hamilton | Mercedes    | 1:45,008 | 55   |

### Prowadzenie w wyścigu
| Nr                              | Kierowca       | Konstruktor | Okrążenia | Suma |
| ------------------------------- | -------------- | ----------- | --------- | ---- |
| 44                              | Lewis Hamilton | Mercedes    | 1-58      | 58   |
| \| Wykres \| \| ------ \| \| \| |                |             |           |      |
| Źródło: racing-reference.info   |                |             |           |      |
| Wykres                          |                |             |           |      |
|                                 |                |             |           |      |

## Klasyfikacja po zakończeniu wyścigu

### Kierowcy
| P                 | +/− | Kierowca           | Starty | Punkty | P1 | P2 | P3 | PP | NO | NS |
| ----------------- | --- | ------------------ | ------ | ------ | -- | -- | -- | -- | -- | -- |
| 1                 | 0   | Lewis Hamilton     | 14     | 263    | 7  | 2  | –  | 8  | 7  | –  |
| 2                 | 0   | Sebastian Vettel   | 14     | 235    | 4  | 5  | 1  | 3  | 2  | 1  |
| 3                 | 0   | Valtteri Bottas    | 14     | 212    | 2  | 4  | 4  | 2  | –  | 1  |
| 4                 | 0   | Daniel Ricciardo   | 14     | 162    | 1  | 1  | 5  | –  | 1  | 3  |
| 5                 | 0   | Kimi Räikkönen     | 14     | 138    | –  | 2  | 2  | 1  | 2  | 2  |
| 6                 | 0   | Max Verstappen     | 14     | 68     | –  | –  | 1  | –  | –  | 7  |
| 7                 | 0   | Sergio Pérez       | 14     | 68     | –  | –  | –  | –  | 1  | 1  |
| 8                 | 0   | Esteban Ocon       | 14     | 56     | –  | –  | –  | –  | –  | –  |
| 9                 | 0   | Carlos Sainz Jr.   | 14     | 48     | –  | –  | –  | –  | –  | 4  |
| 10                | 0   | Nico Hülkenberg    | 14     | 34     | –  | –  | –  | –  | –  | 3  |
| 11                | 0   | Felipe Massa       | 13     | 31     | –  | –  | –  | –  | –  | 2  |
| 12                | 0   | Lance Stroll       | 14     | 28     | –  | –  | 1  | –  | –  | 3  |
| 13                | 0   | Romain Grosjean    | 14     | 26     | –  | –  | –  | –  | –  | 3  |
| 14                | 0   | Kevin Magnussen    | 14     | 11     | –  | –  | –  | –  | –  | 4  |
| 15                | 0   | Fernando Alonso    | 12     | 10     | –  | –  | –  | –  | 1  | 6  |
| 16                | +3  | Jolyon Palmer      | 13     | 8      | –  | –  | –  | –  | –  | 4  |
| 17                | +1  | Stoffel Vandoorne  | 13     | 7      | –  | –  | –  | –  | –  | 4  |
| 18                | −2  | Pascal Wehrlein    | 12     | 5      | –  | –  | –  | –  | –  | 2  |
| 19                | −2  | Daniił Kwiat       | 14     | 4      | –  | –  | –  | –  | –  | 4  |
| 20                | 0   | Marcus Ericsson    | 14     | 0      | –  | –  | –  | –  | –  | 4  |
| 21                | 0   | Antonio Giovinazzi | 2      | 0      | –  | –  | –  | –  | –  | 1  |
| Niesklasyfikowani |     |                    |        |        |    |    |    |    |    |    |
|                   |     | Jenson Button      | 1      | –      | –  | –  | –  | –  | –  | 1  |
|                   |     | Paul di Resta      | 1      | –      | –  | –  | –  | –  | –  | 1  |
| P                 | +/− | Kierowca           | Starty | Punkty | P1 | P2 | P3 | PP | NO | NS |

### Konstruktorzy
| P  | +/− | Konstruktor               | Starty | Punkty | P1 | P2 | P3 | PP | NO | NS |
| -- | --- | ------------------------- | ------ | ------ | -- | -- | -- | -- | -- | -- |
| 1  | 0   | Mercedes                  | 28     | 475    | 9  | 6  | 4  | 10 | 7  | 1  |
| 2  | 0   | Ferrari                   | 28     | 373    | 4  | 7  | 3  | 4  | 4  | 3  |
| 3  | 0   | Red Bull Racing TAG Heuer | 28     | 230    | 1  | 1  | 6  | –  | 1  | 10 |
| 4  | 0   | Force India Mercedes      | 28     | 124    | –  | –  | –  | –  | 1  | 1  |
| 5  | 0   | Williams Mercedes         | 28     | 59     | –  | –  | 1  | –  | –  | 6  |
| 6  | 0   | Toro Rosso                | 28     | 52     | –  | –  | –  | –  | –  | 8  |
| 7  | +1  | Renault                   | 27     | 42     | –  | –  | –  | –  | –  | 7  |
| 8  | −1  | Haas Ferrari              | 28     | 37     | –  | –  | –  | –  | –  | 7  |
| 9  | 0   | McLaren Honda             | 26     | 17     | –  | –  | –  | –  | 1  | 11 |
| 10 | 0   | Sauber                    | 28     | 5      | –  | –  | –  | –  | –  | 7  |
| P  | +/− | Kierowca                  | Starty | Punkty | P1 | P2 | P3 | PP | NO | NS |